# Првенство Југославије у футсалу
Првенство Југославије у футсалу је највише фудбалско такмичење у СФР Југославији у периоду од 1988. до 1992, а канон распада СФРЈ, његов правни наследник је Првенство СРЈ/СЦГ, које се играло од 1993. до 2006. године.

## Историја
Прво званично првенство СФР Југославији у футсалу одиграно је у сезони 1988/99. и поред тога што су први клубови основани још седамдесетих година 20 века. Првенство СФРЈ у футсалу играло се у две групе са по 4 екипе, победник обе групе играо је плеј-оф, а победник плеј-офа био је првак државе. Након распада СФРЈ, Првенство СР Југославије игра се од 1993. до 2006. године. 2003. промењен је назив у Првенство Србије и Црне Горе због промене имена државе. У периоду од 1993. до 2000. првенство се играло по лига систему, а првопласирана екипа на крају сезоне била је првак државе. Од 2000. до 2006. године постојала је Суперлига Србије и Прва лига Црне Горе. По овом систему такмичења, две првопласирана клуба из обе лиге играли су плеј-оф, а првак државе била је екипа која победи у финалу плеј-офа.

## Првенство СФР Југославије у футсалу
| Финалне утакмице плеј-офа Првенства СФРЈ у футсалу | Финалне утакмице плеј-офа Првенства СФРЈ у футсалу | Финалне утакмице плеј-офа Првенства СФРЈ у футсалу | Финалне утакмице плеј-офа Првенства СФРЈ у футсалу |
| Сезона                                             | Првак                                              | Резултат                                           | Вицепрвак                                          |
| -------------------------------------------------- | -------------------------------------------------- | -------------------------------------------------- | -------------------------------------------------- |
| 1988/89.                                           | МНК Кутина                                         | 2:1                                                | МНК Сељак Ливно                                    |
| 1989/90.                                           | МНК Успињача Загреб                                | 2:0                                                | МНК Сељак Ливно                                    |
| 1990/91.                                           | МНК Сељак Ливно                                    | 1:0                                                | МНК Успињача Загреб                                |
| 1991/92.                                           | МНК Давор Сарајево                                 | 2:1                                                | КМФ Наисус Ниш                                     |

#### Успешност клубова
| Клуб                | Првак | Вицепрвак | Година (првак) | Година (вицепрвак) |
| ------------------- | ----- | --------- | -------------- | ------------------ |
| МНК Сељак Ливно     | 1     | 2         | 1990/91.       | 1988/89, 1989/90.  |
| МНК Успињача Загреб | 1     | 1         | 1989/90.       | 1990/91.           |
| МНК Кутина          | 1     | -         | 1988/89.       | -                  |
| МНК Давор Сарајево  | 1     | -         | 1991/92.       | -                  |
| КМФ Наисус Ниш      | -     | 1         | -              | 1991/92.           |

## Првенство СР Југославије у футсалу
| 1992/93. | није играно                | није играно    | није играно                | није играно    | није играно    | није играно    |
| 1993/94. | КМФ Премијер Никшић        |                | КМФ Наисус Ниш             |                |                |                |
| 1994/95. | КМФ Наисус Ниш             |                | КМФ Премијер Никшић        |                |                |                |
| 1995/96. | КМФ Електропривреда Никшић |                | КМФ Наисус Ниш             |                |                |                |
| 1996/97. | КМФ Фонтана Чачак          |                | КМФ Електропривреда Никшић |                |                |                |
| 1997/98. | није играно                | није играно    | није играно                | није играно    | није играно    | није играно    |
| 1998/99. | није завршено1             | није завршено1 | није завршено1             | није завршено1 | није завршено1 | није завршено1 |
| 1999/00. | КМФ Фонтана Чачак          |                | КМФ Громиг Ниш             |                |                |                |
| 2000/01. | ЦД Шоп Моцарт Даниловград  | 7:2, 8:4       | КМФ Никшић                 |                |                |                |
| 2001/02. | КМФ Ниш                    | 5:4            | КМФ Громиг Ниш             |                |                |                |
| 2002/03. | ЦД Шоп Моцарт Даниловград  | 2:1, 7:3       | КМФ Балестра Никшић        |                |                |                |
| 2003/04. | КМФ Марбо Београд          | 5:1, 1:2       | КМФ Коњарник Београд       |                |                |                |
| 2004/05. | КМФ Марбо Београд          | 10:3, 1:2      | КМФ Муниципијум Пљевља     |                |                |                |
| 2005/06. | КМФ Марбо Београд          | 7:4, 1:1       | КМФ Коска Ниш              |                |                |                |

Напомена:
1 Првенство Југославије у сезони 1998/99. је прекинуто због НАТО бомбардовања СРЈ, у том тренутку било је одиграно само 6 кола, а након завршетка рата није настављено.

### Успешност клубова
| Клуб                                      | Првак | Вицепрвак | Година (првак)             | Година (вицепрвак) |
| ----------------------------------------- | ----- | --------- | -------------------------- | ------------------ |
| КМФ Марбо Београд                         | 3     | -         | 2003/04, 2004/05, 2005/06. | -                  |
| КМФ Наисус Ниш (КМФ Ниш)                  | 2     | 2         | 1994/95, 2001/02.          | 1993/94, 1995/96.  |
| КМФ Фонтана Чачак                         | 2     | -         | 1996/97, 1999/00.          | -                  |
| ЦД Шоп Моцарт Даниловград                 | 2     | -         | 2000/01, 2002/03.          | -                  |
| КМФ Електропривреда Никшић (КМФ Никшић)   | 1     | 2         | 1995/96.                   | 1996/97, 2000/01.  |
| КМФ Премијер Никшић (КМФ Балестра Никшић) | 1     | 2         | 1993/94.                   | 1994/95, 2002/03.  |
| КМФ Громиг Ниш                            | -     | 2         | -                          | 1999/00, 2001/02.  |
| КМФ Коњарник Београд                      | -     | 1         | -                          | 2003/04.           |
| КМФ Муниципијум Пљевља                    | -     | 1         | -                          | 2004/05.           |
| КМФ Коска Ниш                             | -     | 1         | -                          | 2005/06.           |